# Albertine Clément-Hémery
 (octobre 2020).
Si vous disposez d'ouvrages ou d'articles de référence ou si vous connaissez des sites web de qualité traitant du thème abordé ici, merci de compléter l'article en donnant les références utiles à sa vérifiabilité et en les liant à la section « Notes et références ».
Pour les articles homonymes, voir Clément (patronyme) et Hémery.
Albertine Clément-Hémery, née le 3 avril 1778 à Arras et morte le 10 mai 1855 à Cambrai est une écrivaine et journaliste française. Elle a vécu à Paris, à Avinne-sur-Helpe et à Cambrai.

## Biographie
Elle étudie le dessin et la peinture dans l'atelier de Jean-Baptiste Regnault et de son épouse Sophie Regnault. Elle crée en 1797 le Journal des dames et des modes où elle défend l'émancipation des femmes. Elle dirige deux autres journaux : Sans-Souci et Démocrite français.
Elle écrit notamment Les femmes vengées de la sottise d'un philosophe du jour, ou Réponse au projet de loi de M. S.**-M.***, portant défense d'apprendre à lire aux femmes en réponse au Projet d’une loi portant défense d’apprendre à lire aux femmes de Sylvain Maréchal.

## Publications
- Albertine Clément-Hémery, Souvenirs de 1793 et 1794, Lesne-Daloin éd., Cambrai, 1832 (lire en ligne sur Gallica).
- Albertine Clément-Hémery, Les promenades dans l'Arrondissement d'Avesnes , Société d'Archéologie d'Avesnes-sur-Helpe, Imprimé avant 1829, Viroux à Avesne, réédition en 2003 Bouhet/La découvrance (collection l'Amateur Averti).
- Albertine Clément-Hémery, Les femmes vengées de la sottise d'un philosophe du jour, ou Réponse au projet de loi de M. S.**-M.***, portant défense d'apprendre à lire aux femmes , In-8° , 65 p., Édition : Paris : Mme Benoist Ed. (Paris) , (1801). En ligne sur Gallica
- Geneviève Fraisse, Opinions de femmes : De la veille au lendemain de la Révolution française, textes de Marie-Armande Gacon-Dufour, Olympe de Gouges, Constance de Salm, Albertine Clément-Hémery, et al., Paris, éd. Côté-femmes, (1989)  (ISBN 2-907883-04-6). Rééd. 2007.